# Amomum trianthemum
Amomum trianthemum är en enhjärtbladig växtart som beskrevs av Karl Moritz Schumann. Amomum trianthemum ingår i släktet Amomum och familjen Zingiberaceae. Inga underarter finns listade i Catalogue of Life.